# 8615 Philipgrahamgood
8615 Philipgrahamgood este o planetă minoră (asteroid), cu un diametru de 5,693 km, din centura de asteroizi. A fost descoperită pe 25 iunie 1979 la Observatorul Siding Spring de Eleanor F. Helin. 
Obiectul prezintă o orbită caracterizată de o semiaxă mare de 2,5429288 UAi, o excentricitate de 0,28, o înclinație de 5,75784 ° în raport cu ecliptica.